# Autour de la Commune
 (avril 2018).
Si vous disposez d'ouvrages ou d'articles de référence ou si vous connaissez des sites web de qualité traitant du thème abordé ici, merci de compléter l'article en donnant les références utiles à sa vérifiabilité et en les liant à la section « Notes et références ».
Albums de Marc Ogeret
Ogeret chante Aragon Chansons « contre »
Autour de la Commune - 1846-1888 est un album studio 33 tours, enregistré par Marc Ogeret, sorti en 1968 (Album CD 1994). C'est le volume 8 dans Florilège de la chanson populaire française.
La plupart des chansons avaient été écrites pendant la Commune de Paris ou postérieurement. Elles relatent les conditions de la vie ouvrière de l'époque et les événements sanglants qui s'y déroulèrent. Deux chansons sont antérieures, Chant des ouvriers et Le Temps des Cerises, mais sont le plus souvent associées à cette période.

## Titres
| No  | Titre                           | Paroles                                | Musique                      | Durée |
| --- | ------------------------------- | -------------------------------------- | ---------------------------- | ----- |
| 1.  | Chant des ouvriers (1846)       | Pierre Dupont                          | Pierre Dupont                |       |
| 2.  | Le Temps des cerises (1866)     | Jean Baptiste Clément                  | Antoine Renard               |       |
| 3.  | La Canaille[3] (1871)           | Alexis Bouvier                         | Joseph Darcier               |       |
| 4.  | La Semaine sanglante (1871)     | Jean Baptiste Clément                  | Antoine Renard               |       |
| 5.  | La Ligue anti-prussienne (1873) | E. Baulen & Oscar Petit                | E. Baulen & Oscar Petit      |       |
| 6.  | Le Violon brisé (1885)          | René de Saint-Prest & Louise Christian | Victor Herpin                |       |
| 7.  | Les Canons (1874)               | Henry Nadot & Joseph Darcier           | Henry Nadot & Joseph Darcier |       |
| 8.  | La Fiancée alsacienne (1874)    | Gaston Villemer                        | Félicien Vargues             |       |
| 9.  | Drapeau rouge (1877)            | Paul Brousse[9]                        | Paul Brousse                 |       |
| 10. | Elle n'est pas morte ! (1886)   | Eugène Pottier                         | Victor Parizot               |       |
| 11. | L'Internationale (1871)         | Eugène Pottier                         | Pierre Degeyter (1888)[11]   |       |

3.  La note du disque vinyle donne la cantatrice Bordas pour interprète devant le peuple massé dans la grande salle du Trône au Palais des Tuileries.

9.  La première version a été écrite par Paul Brousse, couplets I, III et VI. Puis la chanson a été reprise par Achille Leroy.

11.  L'internationale n'a été mise en musique par Pierre Degeyter qu'en 1888. Elle est exécutée par les fanfares socialistes au XIVe Congrès du Parti ouvrier français en 1894.

## Crédits
- Arrangements et directions d'orchestre : Michel Villard

- Présentation du disque vinyle : Maurice Choury